# Улановы
Улановы — деревня в Оричевском районе Кировской области в составе Спас-Талицкого сельского поселения.

## География
Расположена у юго-западной окраины райцентра поселка Оричи.

## История
Известна с 1671 года как починок Оски Уланова с 1 двором, в 1765 году (починок Осипа Уланова) уже 119 жителей. В 1873 году здесь (починок Осипа Уланова или Гулины) дворов 25 и жителей 144, в 1905  14 и 92, в 1926 (деревня Улановы или Осипа Уланова) 17 и 84, в 1950 18 и 66, в 1989 оставалось 19 постоянных жителей.  

## Население
Постоянное население составляло 15 человек (русские 100%) в 2002 году, 18 в 2010.